# Figites laevigatus
Figites laevigatus är en stekelart som beskrevs av Anders Gustav Dahlbom 1846. Figites laevigatus ingår i släktet Figites, och familjen glattsteklar. Arten är reproducerande i Sverige.